# 郭天康
郭天康（1959年3月—），男，甘肃武山人，中华人民共和国医师、政治人物。

## 生平
郭天康为甘肃省武山县郭家庄人，曾担任甘肃省人民医院主任医师、院长，中国农工民主党中央委员会常务委员。、甘肃省委员会主任委员。2018年，他当选为甘肃省政协副主席，并于同年当选为第十三届全国政协委员。